# حركة الأمهات الأربع
حركة الأمهات الأربع (بالعبرية: ארבע אמהות)؛ هي حركة سلام نسائية إسرائيلية مناهضة لحالة الحرب، نشأت في عام 1997، ومقرها تل أبيب في إسرائيل. وتهدف إلى انسحاب إسرائيل من الأراضي العربية التي احتلتها، وبخاصة من الجنوب اللبناني، وإنهاء حالة الحرب بين العرب وإسرائيل، وحل جميع المشاكل بالمفاوضات والطرق السلمية.

## ظروف النشأة
تكونت هذه الحركة عندما قامت أربع أمهات إسرائيليات فقدن أبنائهن أثر سقوط مروحيتهم في إحدى المعارك الإسرائيلية بجنوب لبنان، أبان احتلال إسرائيل له، بمظاهرة صغيرة على مفترق طرق بإحدى البلدات بشمال إسرائيل، احتجاجا على أن الحكومة الإسرائيلية، والتي أبدت استعدادها للانسحاب من جنوب لبنان في عام 1985، لم تفعل شيئا خلال الـ 12 سنة الماضية من أجل العودة إلى داخل حدودها الدولية، بل سمحت لاحتلال الجيش الإسرائيلي بأن يستمر. مما نتج عنه خلال هذه الفترة مقتل المئات من الجنود الإسرائيليين، دون وجود سبب وجيه لذلك، ودون تحقيق أي هدف يذكر.
فعدد القتلى بين أفراد الجيش في جنوب لبنان كان بازدياد، لذا لاقت رسالة الأمهات الأربع آذاناً صاغية، وغذت مشاعر القلق عند الجمهور بسبب العدد الذي لا ينتهي من القتلى. مما أدى إلى تحريك الرأي العام وتعبئة الجمهور الإسرائيلي للمطالبة بسحب الجيش من جنوب لبنان، ومعارضة الحرب الدائرة هناك، ولأن بقاء إسرائيل هناك لفترة طويلة لا يخدم أي هدف أمني، وإنما يعرض حياة الجنود للخطر.

## أهدافها
كان ولا يزال أهداف هذه الحركة هي تحريك الرأي العام الإسرائيلي لمناهضة الحرب وذلك عن طريق رفع الوعي الشعبي بمخاطرها، ومن خلال إقامة المحاضرات والندوات، وتعليق اللافتات بالشوارع، وإقامة المظاهرات والاعتصامات، والظهور في وسائل إعلام مختلفة من أجل الوصول لأكبر شريحة ممكنة من الجمهور.
كانت الحركة من أشد التيارات الشعبية القوية داخل إسرائيل المطالبة بانسحاب الجيش الإسرائيلي من الجنوب اللبناني، وذلك ما قبل أنسحابه عام 2000. كما أنها تدعو الآن الحكومة الإسرائيلية للتراجع عن الحرب، واستخدام العنف ضد الفلسطينيين، والخروج من الأراضي الفلسطينية بكرامة، ومن خلال المفاوضات السلمية، حتى لا تخرج من منها كما خرجت من لبنان عام 2000 بشكل مهين.

## تأييد الحركة
كان للحركة دورها الفعال داخل المجتمع الإسرائيلي، حيث بدأت بالفعل، بتنشيط الرأي العام في إسرائيل، وبدأ عدد أعضائها في التزايد حتى وصل إلى الآلاف المشتركين، وقد شكل ذلك ضغطا كبيرا على السياسيين، وسمح للحركة بلعب دور سياسي ومؤثر داخل المجتمع الإسرائيلي. مما دعا عدد من نخبة الشعب لانتقاد الحركة بايجابية واصفين إياها بالجريئة والمؤثرة.
حيث تناول الكاتب الإسرائيلي (إيال آرلينخ) في كتابه (الهدنة... مغامرة سياسية) حركة الأمهات الأربع قائلا: «موقف جريء للعديد من أمهات الجنود الذين يخدمون في الجنوب اللبناني، حيث وضعت هذه الحركة نصب عينيها ضرورة إخراج الجنود الإسرائيليين من هذه المعركة التي لا هدف لها ولا تخدم إسرائيل، لقد تمكنت حركة الأمهات الأربع من القيام بمظاهرات واعتصامات واحتجاجات متعددة، أثرت على واقع المجتمع الإسرائيلي، بل أصبحت قوة ضاغطة على السياسيين، إضافة إلى نجاحها في لعب دور سياسي ومؤثر على المرشحين السياسيين في إسرائيل».

## معارضة الحركة
قوبلت حركة الأمهات الأربع في البداية بسخرية المجتمع بل وكبار ضباط الجيش الإسرائيلي، تحديدا من دعوى «ماذا تدرك النساء عن أمور الأمن القومي؟»
لكن جوهر إستراتيجية حركة الأمهات الأربع، وهو «التأكيد على دورهن كأمهات، والحرص الشديد على سلامة أبنائهن، وابتعادها عن أي مطمع سياسي»، كان له بالغ الأثر في مجتمع قد لا يكن احتراماً للنساء العاملات لكنه يحترمهن كأمهات، فقد اكتسبت بذلك الكثير من الثقة ليس أمام الشعب الإسرائيلي فقط بل والفلسطيني أيضا، فقد انضمت للحركة عدد من السيدات الفلسطينيات اللاتي فقدن أبنائهن في المواجهات الفلسطينية الإسرائيلية.
وبذلك نجحت الحركة بعملها النشيط، وبصدق مبادئها، أن تكون أحد القوى المؤثرة على القرار السياسي، فبعد ثلاث سنوات من إنشائها، انسحب الجيش الإسرائيلي من الأراضي اللبنانية.

## إنجازات الحركة
كان للحركة إنجازات واضحة على المستويين المحلي والدولي، فعلى المستوى المحلي استطاعت الحركة التأثير على المجتمع الإسرائيلي، وعلى بعض قرارات الدولة السياسية، خصوصا أثناء الحملات الانتخابية، وذلك بسبب الشعبية الواسعة التي نجحت الحركة في تحقيقها، أما على المستوى الدولي فقد استطاعت الحركة على إظهار أنشطتها في الخارج بعد ما تناولتها بعض وسائل الإعلام الدولية، مما أكسبها دعما معنويا من منظمات وحركات سلام دولية.

### إنجازات الحركة على المستوى المحلي
- حرص رئيس الوزراء الإسرائيلي الأسبق (إيهود باراك) على أن يجعل أحد عناوينه الانتخابية الالتزام بإخراج الجيش الإسرائيلي من الجنوب اللبناني إذا ما فاز.[4]
- نجحت الحركة في جمع 25،000 توقيع على عريضة، تدعو فيها الحكومة الإسرائيلية لمغادرة لبنان، وذلك قبل الانسحاب الإسرائيلي عام 2000.[4]
- استطاعت الحركة الاجتماع أسبوعيا مع عدد من أعضاء الكنيست، والسفراء، والمسئولين الحكوميين، ليؤثروا على الحكومة الإسرائيلية ويعلموها بضرورة الانسحاب من الجنوب اللبناني.[4]
- قامت الحركة بإجراء مناقشات مكثفة مع الرئيس (عزرا وايزمان)، ورئيس الوزراء (نتنياهو)، ووزير الدفاع السابق (موردخاي يتزشاك) محاولين إقناعهم بمخاطر الاحتلال الإسرائيلي، وذلك أبان وجوده بالجنوب اللبناني ما قبل العام 2000.[4]
- أعلن (بنيامين نتنياهو) أن: «قوة الضغط الشعبي بقيادة الحركات الأهلية، وعلى رأسها (الأمهات الأربع) كانت أحد الأسباب الدافعة لتغيير سياسة الحكومة الإسرائيلية، وتقبلها قرار الأمم المتحدة رقم (425) والذي يقضي بضرورة الانسحاب من الجنوب اللبناني».[4]

### إنجازات الحركة على المستوى الدولي
- استطاعت الحركة الالتقاء مع وزراء خارجية بريطانيا وفرنسا، وغيرهم من وزراء خارجية الدول الأوروبية، وعدد من سفراء الدول الأجنبية، بالإضافة إلى الرئيس الأمريكي الأسبق (كلينتون) ومناقشتهم حول الاحتلال الإسرائيلي لجنوب لبنان، محاولين إظهار عواقب ذلك على المجتمع الإسرائيلي، طالبين منهم الضغط على الحكومة الإسرائيلية من أجل الانسحاب.[4]
- ظهرت أنشطة الحركة على الإعلام الدولي حينما تناولتها قناة البي بي سي ورويترز وشبكة فوكس نيوز والكندية للبث الإذاعي وهيئة الإذاعة الأسترالية. كما ظهرت في عدد من المقالات في الصحف والمجلات العالمية.[4]
- تلقت الحركة عدد من الرسائل التشجيعية من منظمات وحركات السلام الدولية، كنوع من أنواع الدعم المعنوي لها.[1]

## مواضيع ذات علاقة
- جنوب لبنان
- اجتياح إسرائيل للبنان 1982
- الصراع اللبناني الإسرائيلي
- الصراع العربي الإسرائيلي